# Бердецька Інна Анатоліївна
І́нна Анато́ліївна Берде́цька(нар. 30 листопада 1960, Луганськ) — поетеса. Закінчила філологічний факультет Луганського педінституту ім. Т. Г. Шевченка та факультет післядипломної освіти Луганського педінституту. Керівник дитячої літературної студії Лутугинського району Луганської області. Пише українською та російською мовами. Автор поетичних збірок «Розвій -любисток»(1994), «Цвіт кульбабки»(1997), «Серце, відкрите для вічності»(1999).